# 剣聖ツバメ
『剣聖ツバメ』（けんせいツバメ）は、高橋功一郎による日本の漫画作品で。『週刊少年チャンピオン』（秋田書店）にて、2004年50号から2006年50号まで連載された。単行本は全11巻。

## あらすじ
時は15年前、青森県恐山。剣道八段の「不敗の龍」と呼ばれる山上龍広は自分の身を以って、日本剣道が弱体化していることを実感する。そこで山上は、イタコを使ってかの剣豪、宮本武蔵に日本剣道の進むべき道、自分が進むべき道を尋ねようとする。しかし、武蔵の霊にひかれ、塚原卜伝、柳生十兵衛などの剣豪たちも現世に蘇ってしまう。そして時は流れ15年後、山上は巌流島で佐々木小次郎に憑かれた少年、鴨下ツバメを発見する。

## 登場人物

### 現世の人物
名前はチャンピオンに縁の深い漫画家の名前を捩ってつけたものが多い。
鴨下燕（かもした つばめ）
巌流島で不良に殴られ、死に掛けていた時に佐々木小次郎にとり憑かれた高校生。剣道部部長、望月を倒した事で、剣道部に入部せざるをえなくなった。初めは古賀（後述）によるトラウマで剣道を嫌っていたが、維子の言葉で入部。性格はスケベで軽い。しかしそれは、古賀のトラウマを無理やり忘れようとしていたからである。剣道の腕前は、大会昨年優勝者を倒すほどの腕前であり、小次郎の影響で「八相」と呼ばれる独特の構えを取り、「並足」という足さばきも取得する。取り付かれた霊の能力を100%引き出せる五百憑代である。名前は普段は「ツバメ」とカタカナ表記される事が多いが、大会などの名簿では「燕」と漢字になっている。
小山田維子（おやまだ いこ）
ツバメの幼馴染。小学校の頃から剣道を習っており、高校でも剣道部に入部し、1年にして正選手である。胸が小さい事を気にしている（オマケ漫画でもおちょくられる）。ツバメと同じ五百憑代であり、第二部にて、天草に武蔵の霊を降ろされようとされる。
山上龍広（やまがみ たつひろ）
剣道八段。「剣道界不世出の天才」「不敗の龍」と謳われる。小次郎たちの霊を呼び出した張本人でもある（ツバメに小次郎が憑いていると気付いたのも山上が初めて）。ツバメと古賀の試合で、「剣道を楽しむ」と、初心に戻らされる。第二部には、1回も登場しない。
望月明夫（もちづき あきお）
日野橋高校剣道部部長。岡田以蔵に憑かれている。ウエイトトレーニングで上半身の筋肉が発達しており、馬庭念流の拳法を完璧に再現できる。
古賀瞬一（こが しゅんいち）
ツバメに恐怖を植えつけた人物。沖田総司に憑かれている。家は能面師の家系で（愛人の子で直系ではない）、子供の頃に事故で右腕を挟まれ、使えなくなり、その時に、母・美砂が父親にひどい暴行を受け、それ以来心を閉ざしてしまい、家を追われた（その後の過酷なトレーニングにより、瓶を破壊するまでに回復した）。ツバメとの試合で剣道の楽しみを思い出す。
白鳥美紀（しらとり みき）
古賀の義妹（正妻の娘）。ツバメのタイプらしい。巨乳で、お嬢様のようなしゃべり方をする。土方歳三に憑かれている。多少、Mっぽいところがある。
井ノ森章子（いのもり しょうこ）

阿砂博之（あすな ひろゆき）

### 霊
佐々木小次郎（ささき こじろう）
「剣聖」。流派は、巌流。
宮本武蔵玄信と双璧と言わずと知れたかの天才剣士、佐々木小次郎正之。小次郎の死因については、「配下に殺された」という説になっている。そのため、戦いを真っ向から受ける。一人称は「拙者」、語尾に「ござる」をつける。ツバメの体に乗り移り、自らの剣で山上龍広、岡田以蔵、宮本武蔵政名（まさな）などの剣士を倒してきた（山上戦は相打ちで終ったが、判定次第で勝利、敗北にもなる）。第38話で僧侶による攻撃を受け、体が透明になりかかり霊力が下がり、ツバメに憑衣できなくなっていたが、95話武蔵玄信との最終決戦で実体化し奥義で互角に剣を交えて勝利する。ツバメの体から離れた直後に、「現世にとどまることはない」と告げ成仏した。小次郎のやり残した事とは、1つは、舟島（後の巌流島）で武蔵玄信と戦えなかったこと。2つ目は、積み上げてきた巌流を人に伝えることができなかったこと。
岡田以蔵（おかだ いぞう）
「人斬り」。流派は、鏡新明智流。
沖田総司（おきた そうじ）
「新撰組・一番隊組長」。流派は、天然理心流。
土方歳三（ひじかた としぞう）
「新撰組・副長」。流派は、天然理心流。
宮本武蔵玄信（みやもと むさし げんしん）
「生涯不敗」。流派は、二天一流
宮本武蔵政名（みやもと むさし まさな）
「生涯不敗」。流派は、二天一流。
大石進種次（おおいし すすむ かずつぐ）
流派は、「大石新影流」。
桃井春蔵直正（もものい しゅんぞう なおまさ）
「位の桃井」。流派は、鏡新明智流。
武市半平太（たけち はんぺいた）
「土佐勤王党・党首」。流派は、鏡新明智流。
吉岡直綱（よしおか なおつな）
流派は、京都・吉岡流。
吉岡直重（よしおか なおしげ）
流派は、京都・吉岡流。
吉岡重堅（よしおか しげかた）
流派は、京都・吉岡流。
柳生十兵衛（やぎゅう じゅうべえ）
流派は、柳生新陰流。
天草四郎時貞（あまくさ しろう ときさだ）

武蔵坊弁慶（むさしぼう べんけい）

斎藤一（さいとう はじめ）
「新撰組・三番隊組長」。流派は、小野派一刀流・無外流居合。
富田勢源（とだ せいげん）
流派は、中条流。
服部半蔵正成（はっとり はんぞう まさなり）

近藤勇（こんどう いさみ）
「新撰組・局長」。流派は、天然理心流。
塚原卜伝（つかはら ぼくでん）
「秘剣一の太刀」。流派は、新当流。
千葉周作（ちば しゅうさく）
「現代剣道の祖」。流派は、北辰一刀流